# Peter Scarlett (Diplomat)
Sir Peter William Shelley Yorke Scarlett, KCMG, KCVO (* 30. März 1905 in London; † 28. Dezember 1987) war ein britischer Diplomat, der unter anderem von 1952 bis 1955 Ständiger Vertreter des Vereinigten Königreichs beim Europarat, zwischen 1955 und 1960 Botschafter in Norwegen sowie zuletzt von 1960 bis 1965 Gesandter beim Heiligen Stuhl war.

## Leben
Peter William Shelley Yorke Scarlett war das jüngste Kind und der einzige Sohn des Friedensrichters William James Yorke Scarlett und dessen Ehefrau Mabel Sydney Augusta Katherine Annesley, die eine Enkelin von Arthur Annesley, 10. Viscount Valentia war. Nach dem Besuch des renommierten Eton College absolvierte er ein Studium am Christ Church der University of Oxford. Er trat 1929 in den diplomatischen Dienst (HM Foreign Service) des Außenministeriums (Foreign Office) ein und wurde am 25. November 1929 zum Dritten Sekretär (Third Secretary) befördert. Er fand in den folgenden Jahren Verwendungen im Ministerium sowie an den Auslandsvertretungen in Ägypten, Irak und Portugal. Er wurde am 9. Dezember 1934 zum Zweiten Sekretär (Second Secretary) befördert und fungierte zwischen 1937 und 1938 als Geschäftsträger (Chargé d’Affaires) an der Gesandtschaft in Lettland. Im Anschluss war er von 1938 bis 1940 als Zweiter Sekretär an der Botschaft in Belgien tätig.
Nach seiner Rückkehr wurde Scarlett im Außenministerium am 20. Januar 1940 kommissarischer Erster Sekretär (Acting First Secretary) und fungierte zwischen 1941 und 1944 als Leiter des Referats Propaganda-Koordination (Head of the Co-ordination of Propaganda Department, Foreign Office). 1944 wechselte er als Erster Sekretär zur Botschaft in Paris und war dort bis 1946 Mitarbeiter des damaligen Botschafters in Frankreich, Sir Alfred Duff Cooper. Nach seiner Beförderung zum Beamten Sechsten Grades (Foreign Service Officer Sixth Grade) am 4. Juli 1946 war er von 1946 bis 1947 im Hauptquartier der Alliierten Streitkräfte in Caserta tätig. Danach fungierte er im Außenministerium zwischen 1947 und 1948 erst als Leiter des Referats China (Head of China Department) sowie daraufhin von 1948 bis 1950 als Leiter des Referats Ferner Osten (Head of Far East Department, Foreign Office). Für seine dortigen Verdienste wurde er am 1. Januar Companion des Order of St Michael and St George (CMG). Im Anschluss war er zwischen 1950 und 1952 Inspektor der Dienststellen des auswärtigen Dienstes (Inspector of HM Diplomatic Service Establishments).
1952 wurde Peter Scarlett Ständiger Vertreter des Vereinigten Königreichs beim Europarat und bekleidete diesen Posten bis 1955. Zugleich wurde er am 23. Oktober 1952 auch Generalkonsul in Straßburg und hatte diese Funktion ebenfalls bis 1955 inne. Am 31. Januar 1955 löste er Sir Michael Wright als Botschafter in Norwegen ab und verblieb in diesem Amt bis 1960, woraufhin Sir John Walker seine dortige Nachfolge antrat. Für seine Verdienste wurde er am 26. Juni 1955 zum Knight Commander des Royal Victorian Order (KCVO) geschlagen und führte seither den Namenszusatz „Sir“.
Zuletzt wurde Sir Peter Scarlett am 16. November 1960 Gesandter beim Heiligen Stuhl und trat dort die Nachfolge von Sir Marcus Cheke an. Er verblieb auf diesem Posten bis zum Erreichen der Altersgrenze von 60 Jahren 1965 und wurde daraufhin von Sir Michael S. Williams abgelöst. Während dieser Zeit wurde er am 12. Juni 1958 auch zum Knight Commander des Order of St Michael and St George (KCMG) geschlagen.
Scarlett heiratete 1934 Elisabeth Dearman Birchall (1905–1992), eine Tochter des Majors und ehemaligen Unterhausabgeordneten Sir John Dearman Birchall. Aus dieser Ehe gingen die beiden Töchter Elisabeth Jane Scarlett (* 1936) und Petronella Victoria Scarlett (* 1944) hervor.